# Tetranchyroderma thysanogaster
Tetranchyroderma thysanogaster är en djurart som tillhör fylumet bukhårsdjur, och som beskrevs av Boaden 1965. Tetranchyroderma thysanogaster ingår i släktet Tetranchyroderma och familjen Thaumastodermatidae. Inga underarter finns listade i Catalogue of Life.